# Marco Guida

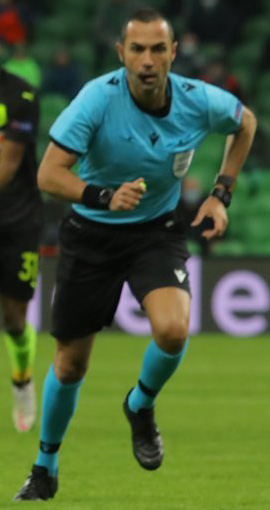
Marco Guida (2020)

Marco Guida (* 7. Juni 1981 in Pompei) ist ein italienischer Fußballschiedsrichter.
Guida leitet seit der Saison 2009/10 Spiele in der Serie B und Serie A.
Seit 2014 steht er auf der FIFA-Liste (seit 2021 auch als Videoschiedsrichter) und leitet internationale Fußballspiele. In der Saison 2018/19 leitete Guida erstmals ein Spiel in der UEFA Europa League, in der Saison 2019/20 erstmals ein Spiel in der UEFA Champions League. Zudem pfiff er bereits Partien in der UEFA Nations League, in der EM-Qualifikation für die EM 2021, in der europäischen WM-Qualifikation für die WM 2022 in Katar sowie Freundschaftsspiele.
Bei der U-19-Europameisterschaft 2015 in Griechenland leitete Guida zwei Gruppenspiele. Bei der U-21-Europameisterschaft 2019 in Italien und San Marino wurde er als Videoschiedsrichter eingesetzt.
Beim olympischen Fußballturnier 2020 in Tokio wurde Guida als Videoschiedsrichter eingesetzt, sowohl bei Spielen der Männer als auch der Frauen.
Seit der zweiten Hälfte der Saison 2023/24 zählt er zur Gruppe der UEFA-Elite-Schiedsrichter. Wenige Monate später wurde er durch die UEFA als Hauptschiedsrichter in das Unparteiischenaufgebot der Fußball-Europameisterschaft 2024 berufen. Zu dem Turnier in Deutschland, wo er zwei Gruppenspiele leitete, begleiteten ihn Filippo Meli und Giorgio Peretti als Assistenten.

## Einsätze bei der Fußball-Europameisterschaft 2024
| Phase        | Datum         | Spielort | Heimmannschaft | Gastmannschaft | Ergebnis  |
| ------------ | ------------- | -------- | -------------- | -------------- | --------- |
| Gruppenphase | 18. Juni 2024 | Leipzig  | Portugal       | Tschechien     | 2:1 (0:0) |
| Gruppenphase | 24. Juni 2024 | Dortmund | Frankreich     | Polen          | 1:1 (0:0) |

## Auszeichnungen
- Premio Bulgarelli Number 8 – Schiedsrichter der Saison: 2023/24